# Гілборн Рузвельт
Гілборн Льюїс Рузвельт (21 грудня 1849 , Мангеттен, Нью-Йорк  — 30 грудня 1886 ) — новатор у виготовленні орга́нів, інженер телекомунікацій. Родич двох президентів США, Теодору Рузвельту та Франкліну Рузвельту.

## Біографія
Рузвельт народився в Нью-Йорку в родині Сайласа Вейра Рузвельта, сина Корнеліуса Рузвельта та Мері Вест. Таким чином, він був двоюрідним братом президентів Теодора Рузвельта та Франкліна Д. Рузвельта.
Він мав музичні та механічні нахили та хотів бути органобудівником із раннього дитинства, вступивши до учнівства на органну фабрику. Пізніше він вирушив до Європи для подальшого навчання в цій галузі.  Його родичі не сприймали механічне заняття, але коли він почав заробляти гроші, його родина заспокоїлася. За свою кар'єру він створив 358 органів.
Він отримав перший патент у Сполучених Штатах на електричний орган для сопілки, коли йому було 20, і створив перший електричний орган у Сполучених Штатах  для Столітньої виставки у Філадельфії. Хоча в першу чергу його цікавили технічні аспекти, він також мав чималу ділову хватку, заснувавши заводи в Нью-Йорку, Філадельфії та Балтиморі. Хілборн разом зі своїм братом Френком заснував Roosevelt Pipe Organ Builders у 1870 році та побудував одні з найбільших органів у Сполучених Штатах за свою кар’єру.
Рузвельт також був широко відомий серед електриків винаходом кількох деталей телефону, включаючи автоматичну трубку-перемикач, за яку він отримував гонорари протягом багатьох років (хоча Томас А. Уотсон стверджував, що він був першим), а також мав інтерес до Bell Telephone Company. 

## Особисте життя
Рузвельт одружився з Кетрін Шиппен 1 лютого 1883 року і мав одну дитину, Дороті Квінсі Рузвельт (народилася в 1884 році). Він помер у своєму будинку в районі Челсі на Мангеттені у віці 37 років 30 грудня 1886 року.